# Ralph Vaughan Williams
Ralph Vaughan Williams (n. 12 octombrie 1872, Down Ampney⁠(d), Cotswold, Anglia, Regatul Unit al Marii Britanii și Irlandei – d. 26 august 1958, Londra, Anglia, Regatul Unit) a fost un compozitor, dirijor, profesor și aranjor englez. Vaughan Williams a compus lucrări aparținând multor genuri, inclusiv opere, balete, simfonii, concerte, muzică de cameră și muzică de film. Pe lângă activitatea sa de compozitor, Vaughan Williams a fost și un culegător de cântece folclorice engleze, cântece care i-au influențat multe dintre compozițiile sale proprii.

## Biografie

### Copilăria

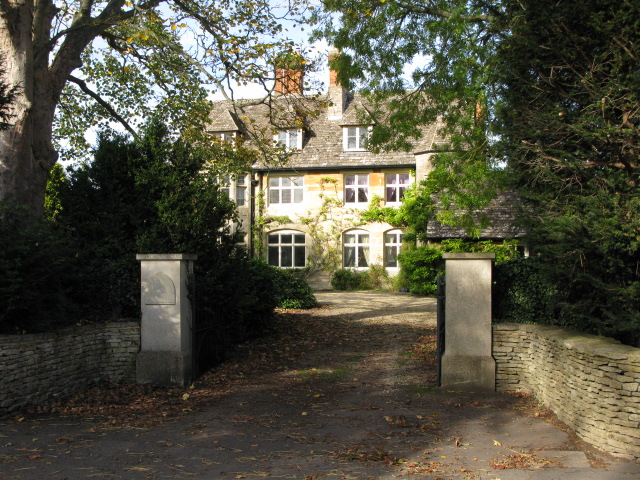
Casa natală a lui Vaughan Williams din Down Ampney

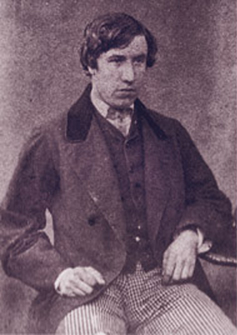
Arthur Vaughan Williams

Ralph Vaughan Williams s-a născut pe 12 octombrie 1872 în Down Ampney, Gloucestershire unde tatăl său, Arthur Vaughan Williams (1834-1875) era pastor. După moartea tatălui său în 1875 Vaughan Williams a fost luat în grija mamei sale Margaret Susan (născută Wedgwood) (1842-1937), strănepoata olarului Josiah Wedgwood, pentru a trăi cu familia ei în Surrey Hills. Vaughan Williams avea legătură de rudenie și cu familia Darwin, Charles Darwin fiindu-i străunchi. Deși a fost crescut într-o familie ce aparținea clasei de mijloc intelectuale, Vaughan Williams nu a ignorat niciodată acest lucru și a lucrat toată viața în spiritul democratic și egalitarist în care credea.
La vârsta de șase ani Vaughan Williams a început să ia lecții de pian de la mătușa sa Sophy Wedgewood iar la vârsta de șapte ani a început să studieze și vioara. În ianuarie 1887, la vârsta de 14 ani, Vaughan Williams a început să studieze la Charterhouse School, una din puținele școli de la vremea respectivă care încuraja exprimarea muzicală.

### Anii de studenție

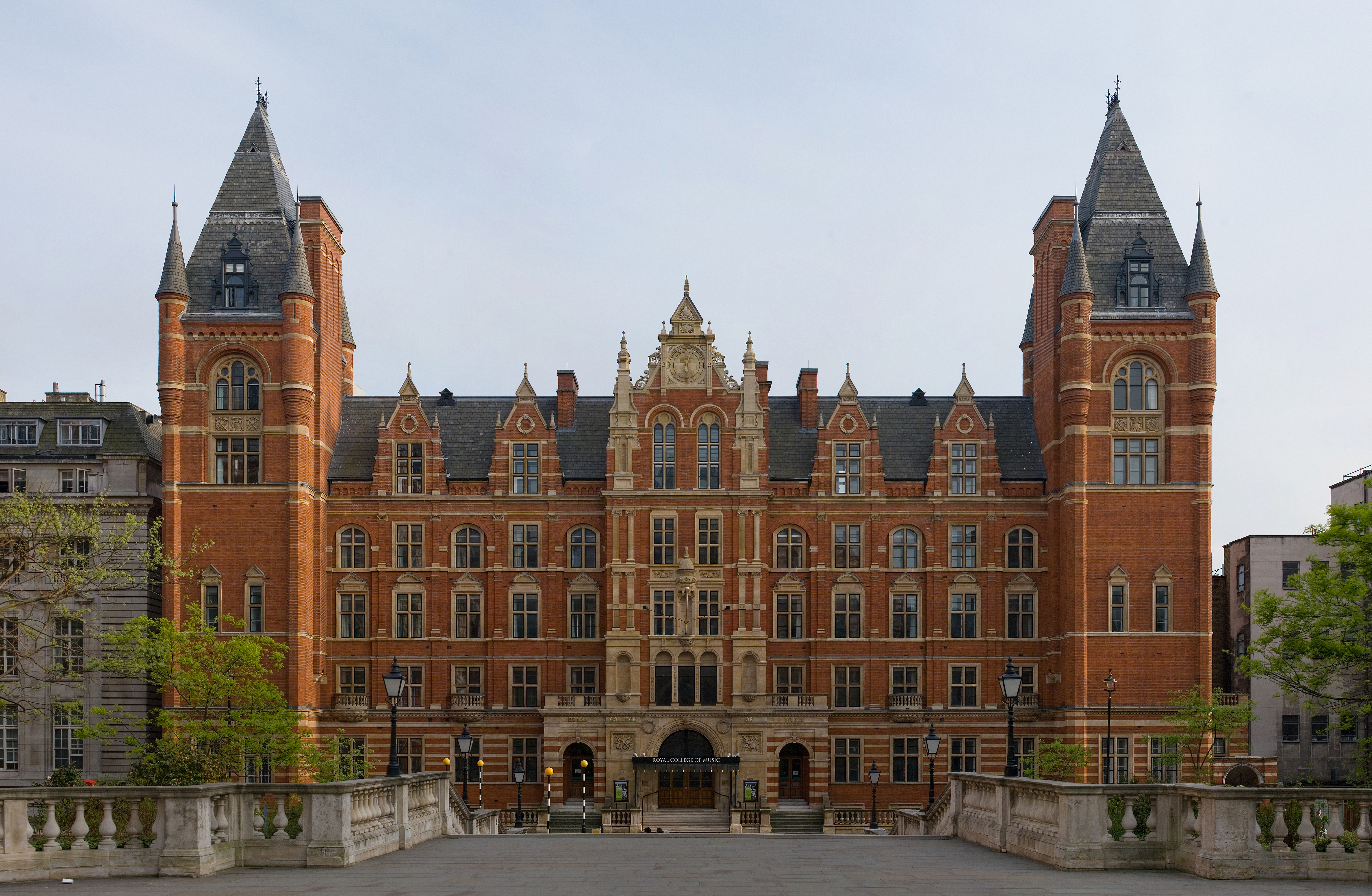
Royal College of Music, unde Vaughan Williams a studiat

După Charterhouse Vaughan Williams a studiat la Royal College of Music (RCM) din Londra sub îndrumarea lui Charles Villiers Stanford. În același timp a studiat istoria și muzica la Trinity College, Cambridge unde printre colegii săi s-au numărat filosofii George Edward Moore și Bertrand Russell. A revenit apoi la RCM unde a studiat compoziție cu Hubert Parry, cu care mai târziu a devenit prieten. Unul dintre colegii săi la RCM a fost viitorul dirijor Leopold Stokowski iar în 1896 amândoi au studiat orga sub îndrumarea lui Sir Walter Parratt. Mai târziu Stokowski va interpreta șase dintre simfoniile lui Vaughan Williams în Statele Unite, a realizat prima înregistrare a Simfoniei nr. 6 în 1949 împreună cu Filarmonica din New York și a dirijat premiera americană a Simfoniei nr. 9 în 1958.
O altă prietenie pe care Vaughan Williams a legat-o la RCM, prietenie care a fost foarte importantă pentru dezvoltarea sa ca și compozitor, a fost cu Gustav Holst, cei doi întâlnindu-se prima dată în 1895.

### Începutul carierei de compozitor
Activitatea de compozitor a lui Vaughan Williams s-a dezvoltat lent iar prima sa lucrare, cântecul "Linden Lea", a fost publicată la vârsta de 30 de ani. În această perioadă a combinat compoziția cu dirijatul, predatul și editarea muzicii altor compozitori, precum Henry Purcell. Deja a luat lecții cu Max Bruch la Berlin în 1897 iar în 1907-1908 a studiat timp de trei luni la Paris cu Maurice Ravel, studii care au fost foarte importante pentru dezvoltarea sa de compozitor orchestral.
În 1904 Vaughan Williams a descoperit cântecele folclorice și colindele de Crăciun engleze, care erau aproape în pragul dispariției datorită creșterii gradului de alfabetizare și disponibilității muzicii tipărite în zonele rurale. A călătorit prin zona rurală și a scris pe partitură multe cântece. Mai târziu a incororat aceste cântece și melodii în muzica proprie, fiind fascinat de frumusețea muzicii și de istoria sa anonimă în viața oamenilor de rând. Prin eforturile sale a început să fie din nou apreciată muzica folclorică engleză. Mai târziu va deveni președintele English Folk Dance and Song Society ("Societatea Engleză de Cântece și Dansuri Folclorice") care, în recunoștință pentru munca sa în acest domeniu, a numit Vaughan Williams Memorial Library ("Biblioteca Memorială Vaughan Williams") după el.
În 1905 Vaughan Williams a dirijat primul concert al Festivalului Muzical Leith Hill din Dorking, festival la care va dirija până în 1953 când a predat bagheta dirijorală succesorului său, William Cole.
În 1909 a compus coloana sonoră a unei piese de teatru de la Cambridge, o producție a piesei Viespile a lui Aristofan. În anul următor a înregistrat primul său succes public prin premiera lucrărilor Fantezie pe o temă de Thomas Tallis și a simfoniei corale Simfonia mării (Simfonia nr. 1). A înregistrat un succes și mai important cu Simfonia londoneză (Simfonia nr. 2) în 1914, sub bagheta lui Geoffrey Toye.

### Cele două războaie mondiale
Vaughan Williams avea 41 de ani când a izbucnit Primul Război Mondial. Deși putea să evite complet serviciul militar, a decis să se înroleze ca soldat în Royal Army Medical Corps. După o perioadă dificilă ca purtător de targă în Franța și Salonic, a fost numit locotenent secund în Royal Garrison Artillery pe 24 decembrie 1917. Într-o situație, prea bolnav ca să mai stea în picioare, a continuat să opereze bateria de artilerie stând culcat. Expunerea prelungită focurile de armă a declanșat un proces de pierdere a auzului, care spre sfârșitul vieții sale îi va provoca o surzenie severă. În 1918 a fost numit Director Muzical al Armatei, lucru care i-a permis să revină în viața muzicală.

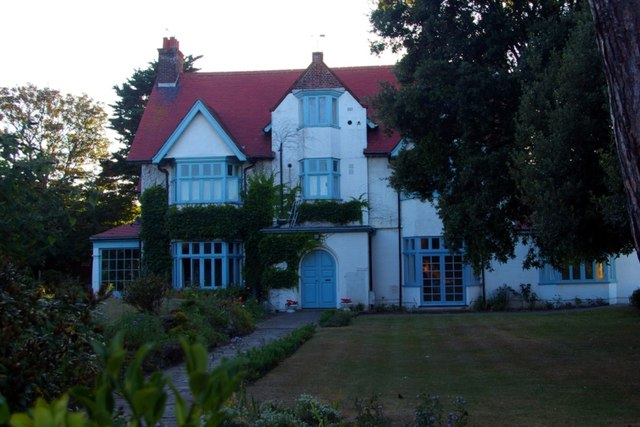
Casa din Martincross, unde Vaughan Williams a locuit în 1919

După război a adoptat un stil ușor mistic pentru lucrarea Flos Campi, o lucrare pentru violă solo, cor mut și orchestră și în Simfonia pastorală (Simfonia nr. 3) care își trage seva din experiențele sale de șofer de ambulanță în timpul războiului. Această ultimă lucrare a avut premiera pe 26 ianuarie 1922 la Londra sub bagheta lui Adrian Boult. După 1924 a început o nouă fază în viața sa muzicală, caracterizată prin ritmuri încrucișitare vesele și prin armonii izbitoare. Lucrări importante din această perioadă sunt Toccata Marziale, baletul Old King Cole, Concertul pentru pian, oratoriul Sancta Civitas (preferata sa dintre lucrările sale corale) și baletul Job: A Masque for Dancing. De asemenea a compus și Te Deum în Sol major pentru înscăunarea lui Cosmo Gordon Lang ca Arhiepiscop de Canterbury. Această perioadă muzicală a culminat cu Simfonia nr. 4 în Fa minor, care a avut premiera în interpretarea Orchestrei Simfonice BBC în 1935. Această simfonie se află în contrast dramatic cu lucrările "pastorale" cu care era asociat, fiind dominată de o tensiune, dramatism și disonanță care a șocat ascultătorii încă de la premieră. Conștientizând că Simfonia nr. 4 este diferită, compozitorul a spus: "Nu știu dacă îmi place dar asta am vrut să spun". Doi ani mai târziu Vaughan Williams a înregistrat această lucrare cu aceeași orchestră pentru HMV (His Master's Voice), singura sa înregistrare comercială. În 1935 a primit Ordinul de Merit după ce înainte a refuzat să primească titlul de cavaler. De asemenea a dat lecții particulare în Londra, inclusiv compozitoarei irlandeze Ina Boyle.
Vaughan Williams a fost prieten intim de o viață cu pianista britanică Harriet Cohen. Scrisorile sale adresate ei dezvăluie o relație amoroasă, de fiecare dată amintindu-i de miile de săruturi pe care i le datora. Înainte de primul turneu american al lui Cohen din 1931 i-a scris "Mi-e teamă că americanii te vor iubi atât de mult încât nu te vor lăsa să te întorci". O vizita adesea la casa ei și participa la petrecerile organizate acolo. Cohen a interpretat la premieră lucrarea "Hymn Tune Prelude" a lui Vaughan Williams în 1930 care îi este dedicată. Mai târziu ea va interpreta lucrarea în toată Europa în timpul turneelor ei. În 1933 a interpretat la premiera Concertului pentru pian în Do major, o lucrare din nou dedicată ei. Cohen a primit pentru o perioadă drepturile exclusive de a interpreta lucrarea. Cohen a interpretat și promovat muzica lui Vaughan Williams în toată Europa, Uniunea Sovietică și Statele Unite.

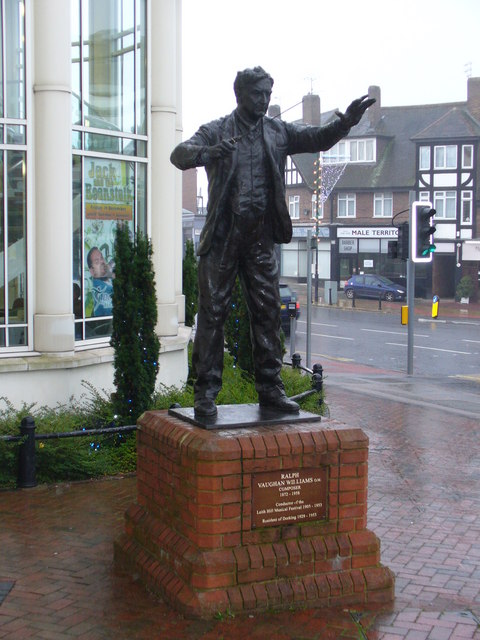
Statuia lui Vaughan Williams din Dorking

Muzica sa a intrat acum în faza lirică matură, după cum poate fi observat în lucrările Five Tudor Portraits, Serenada muzicii și Simfonia nr. 5 în Re major, pe care a dirijat-o la Proms în 1943. Serenada muzicii, inspirată dintr-o scenă din actul 5 al piesei Neguțătorul din Veneția și scrisă pentru orchestră și 16 soliști vocali, a fost compusă ca un omagiu adus dirijorului Sir Henry Wood. Deoarece acum avea 70 de ani, mulți au considerat Simfonia nr. 5 ca fiind cântecul de lebădă dar Vaughan Williams s-a reînnoit și a intrat într-o altă perioadă de armonie și instrumentație experimentală. Simfonia nr. 6 din 1946, care s-a bucurat de un succes masiv, a fost interpretată de sute de ori în primul an. I-a surprins atât pe admiratori cât și pe critici, mulți sugerând că această simfonie (în special ultima parte) este o viziune morbidă a urmării unui război nuclear. Însă, Vaughan Williams a refuzat să recunoască orice program aferent lucrării.
O dată cu Simfonia nr. 6 a început relația profesională a lui Vaughan Williams cu Roy Douglas, relație care a continuat pentru restul vieții sale. Rolul lui Douglas era acela de asistent muzical și secretar; printre sarcinile sale se număra realizarea unor copii lizibile a partiturilor lui Vaughan Williams. În acest proces, Douglas a remarcat numeroase probleme de orchestrație care trebuiau rezolvate, descrifra scrisul lui Vaughan Williams adesea ilizibil și făcea numeroase sugestii de îmbunătățire, majoritatea fiind acceptate. Douglas a fost descris ca fiind "cel mai important martor în viață al tehnicii de muzician al lui Vaughan Williams".

### Sfârșitul vieții

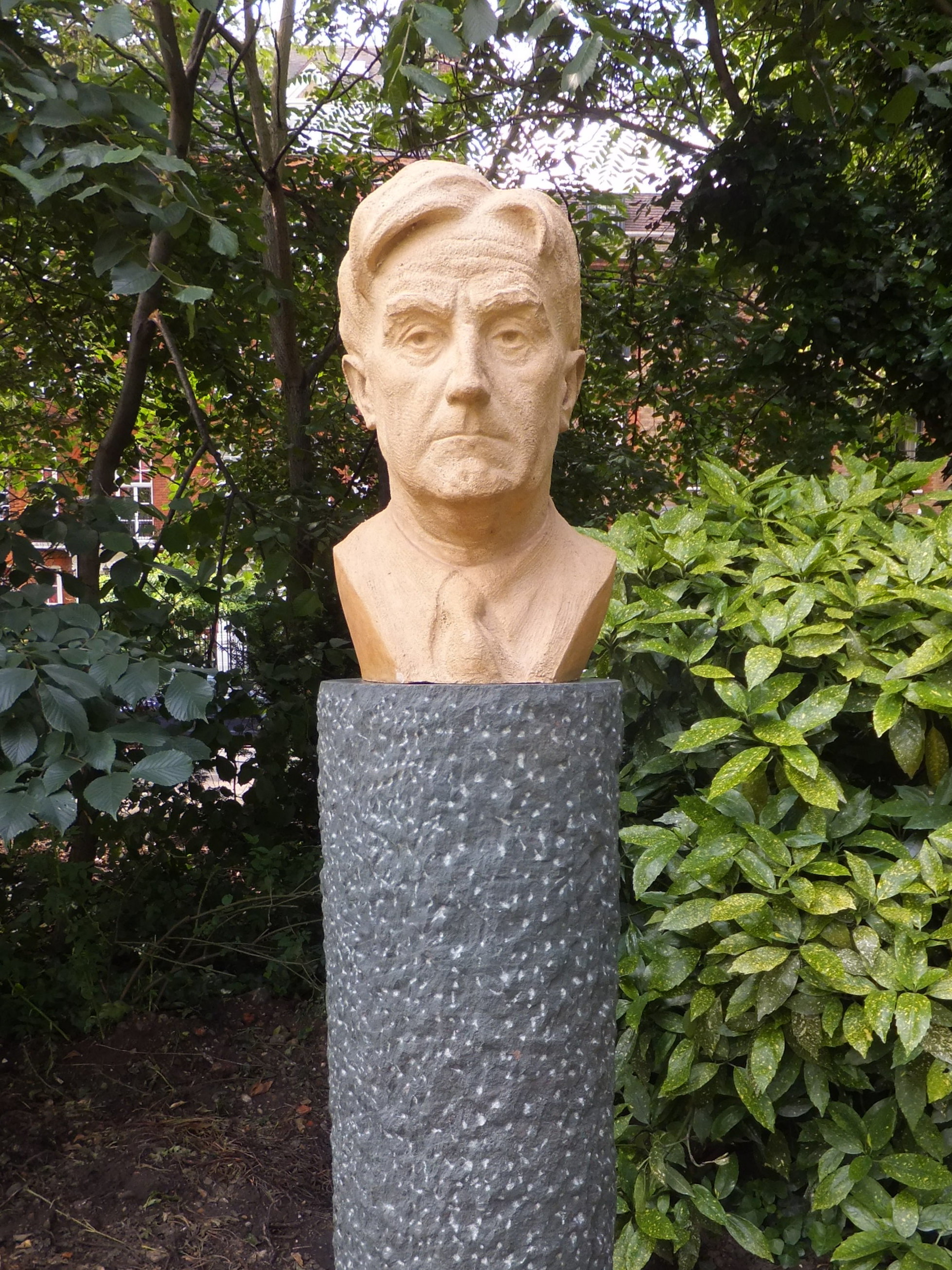
Bustul lui Ralph Vaughan Williams din Chelsea (Londra)

Înainte de moartea sa în 1958 Vaughan Williams a mai finalizat trei simfonii. A șaptea, Sinfonia antartica, inspirată după muzica pe care Vaughan Williams a compus-o pentru filmul din 1948 Scott of the Antarctic, dezvăluie interesul său instrumentație și sonoritate. Simfonia nr. 8, interpretată prima dată în 1956, a fost urmată de mult mai profunda Simfonie nr. 9 în Mi minor din 1956-1957. Această ultimă simfonie a primit inițial o receptare modestă după prima interpretare din mai 1958, cu trei luni înainte de moartea lui Vaughan Williams. Această lucrare întunecată și enigmatică este acum considerată de mulți ca fiind un final potrivit pentru ciclul său de lucrări simfonice.
Pe lângă cele trei simfonii, Vaughan Williams a mai finalizat alte lucrări, inclusiv Concertul pentru tubă, Elegia Oxford pe textul lui Matthew Arnold și cantata de Crăciun Hodie. A compus și o adaptare a Psalmului 100 pentru încoronarea reginei Elisabeta a II-a. La moartea sa a lăsat neterminate un concert pentru violoncel, opera Thomas the Rhymer și muzica pentru o piesă de teatru de Crăciun, The First Nowell, lucrare care a fost finalizată de asistentul său, Roy Douglas. Vaughan Williams a decedat la Londra pe 26 august 1958 la vârsta de 85 de ani și a fost înmormântat la Westminster Abbey.
În anii 1950 Vaughan Williams a supervizat înregistrarea tuturor simfoniilor sale cu excepția Simfoniei nr. 9 de către Adrian Boult împreună cu Orchestra Filarmonică din Londra pentru Decca Records. La sfârșitul înregistrărilor pentru misterioasa Simfonie nr. 6 Vaughan Williams a susținut un discurs scurt mulțumind lui Boult și orchestrei pentru interpretarea lor "din tot sufletul" iar Decca a inclus asta mai târziu pe disc. Trebuia să supervizeze și înregistrarea celei de-a noua simfonii dar Vaughan Williams a decedat pe 26 august 1958, în noaptea dinaintea începerii sesiunii. Acest lucru l-a determinat pe Boult să spună muzicienilor că interpretarea lor va fi un memorial adus compozitorului. Aceste înregistrări, inclusiv discursurile compozitorului și ale lui Boult, au fost lansate de Decca și pe CD.
Vaughan Williams rămâne o personalitate marcantă în muzica britanică datorită carierei sale îndelungate de profesor, lector și prieten a numeroși muzicieni și compozitori tineri.

## Viața personală
Vaughan Williams a fost căsătorit de două ori. Prima sa căsătorie a fost cu Adeline Fisher (fiica istoricului Herbert William Fisher) în 1896. Adeline Fisher a decedat 1951 după mulți ani în care a suferit de artrită.
Vaughan Williams a avut o relație și cu poeta căsătorită Ursula Wood începând cu 1938. După moartea soțului acestuia în 1942 Wood a devenit consilierul literar și asistenta lui Vaughan Williams și s-a mutat cu el în casa sa din Surrey, aparent cu aprobarea tacită a lui Adeline, pentru care Wood a servit ca îngrijitoare până la moartea ei în 1951. Wood a scris libretul pentru lucrarea corală The Sons of Light ("Fiii luminii") și a contribuit la libretul lucrărilor The Pilgrim's Progress și Hodie. Vaughan Williams și Wood s-au căsătorit în 1953, s-au mutat în Londra și au trăit acolo până la moartea compozitorului cinci ani mai târziu. În 1964 Wood a publicat RVW: A Biography of Ralph Vaughan Williams ("RVW: O biografie a lui Ralph Vaughan Williams"). A servit în calitate de președinte onorific al Ralph Vaughan Williams Society până la moartea ei în 2007.